# Теорема Марцинкевича
Теорема Марцинкевича — твердження в теорії ймовірностей.
Нехай {\displaystyle \{a_{k}\}_{k=1}^{\infty }} — послідовність комплексних чисел, яка не має скінченної граничної точки. Показником збіжності послідовності {\displaystyle \{a_{k}\}_{k=1}^{\infty }} називається точна нижня межа тих чисел {\displaystyle \lambda >0}, для яких збігається ряд
{\displaystyle \sum _{a_{k}\neq 0}|a_{k}|^{-\lambda }}
(якщо цей ряд розбігається при будь-якому {\displaystyle \lambda >0}, показником збіжності вважають {\displaystyle \infty }). Відомо, що показник збіжності коренів цілої функції не перевищує порядок цілої функції.

## Формулювання теореми
Нехай {\displaystyle \varphi (t)} — характеристична функція. Припустимо, що {\displaystyle \varphi (t)} — ціла функція скінченного порядку {\displaystyle \rho }, показник збіжності послідовності коренів якої дорівнює {\displaystyle \rho _{1}}. Якщо {\displaystyle \rho _{1}<\rho }, то {\displaystyle \rho \leq 2.}

### Наслідок
Нехай {\displaystyle \varphi (t)} — характеристична функція виду
{\displaystyle \varphi (t)=e^{P(t)},}
де {\displaystyle P(t)} — многочлен. Тоді {\displaystyle P(t)=ist-\sigma t^{2},} де {\displaystyle s\in \mathbb {R} }, {\displaystyle \sigma \geq 0,} тобто {\displaystyle \varphi (t)} — характеристична функція нормального розподілу, можливо виродженого.
Іноді саме цей наслідок і називають теоремою Марцинкевича. Теорема Марцинкевича часто використовується при характеризації нормального розподілу.